# Р298 (автодорога)
Автомобильная дорога Р-298 — российская автомобильная дорога общего пользования федерального значения Курск — Воронеж — Р22 «Каспий». Часть Европейского маршрута E 38 и азиатского маршрута AH61. Дорога обеспечивает связь Поволжья и Черноземья с западными регионами Центральной России и северо-востоком Украины. Является опорной автодорогой для связи регионов и районов Черноземья, и ключевой для связи районов Курской области с Курском и районов Воронежской области с Воронежем. Соединяет М2 в Курске, М4 в Воронеже и Р22 (бывшая М6) недалеко от Борисоглебска.
Напрямую связывает Курскую и Воронежскую агломерации. В значительной степени связывает Староосколько-Губкинскую агломерацию с Воронежской и Курской, Белгородскую с Воронежской, а также Саратовскую с Воронежской. В связи с событиями 2014 года на Украине, наблюдается увеличение количества автотранспорта в обоих направлениях из Харьковской агломерации в Воронежскую, Липецкую и Саратовскую. Вблизи Воронежа к данной дороге примыкает автодорога Воронеж — Луганск. Автомобильной дорогой пользуется население и предприятия до 20 регионов России и Украины, с общей численностью населения, превышающей 20 миллионов человек.

## История
В 2010 году дорога А144, которая продолжалась после пересечения с дорогой «Каспий» до Саратова, была разделена на Р298 Курск — «Каспий» и подъезд к Саратову, который является частью Р22 «Каспий».

## Маршрут

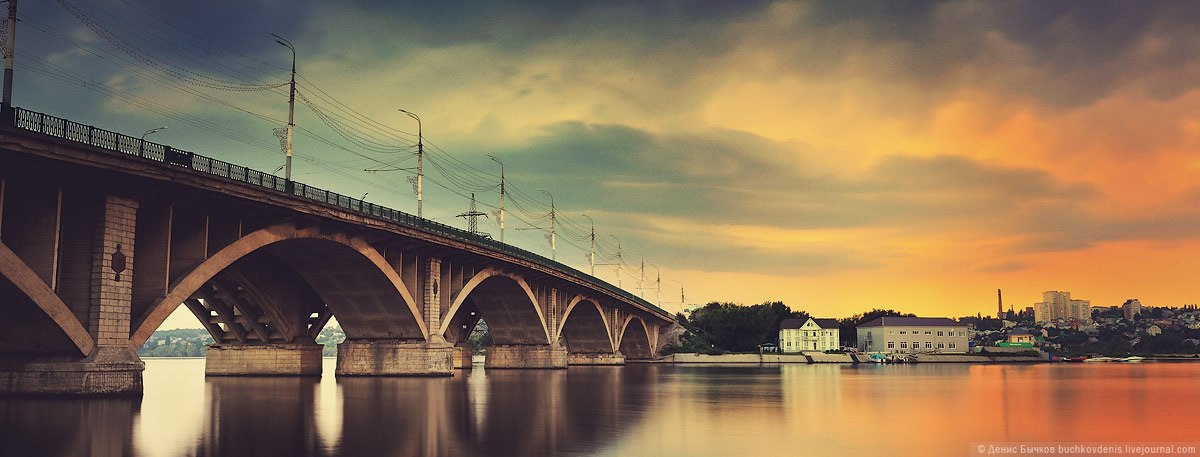
Вогрэсовский мост в Воронеже

Дорога проходит в широтном направлении. Мост на автодороге через реку Битюг у села Бродового относится к наиболее важным в Воронежской области.

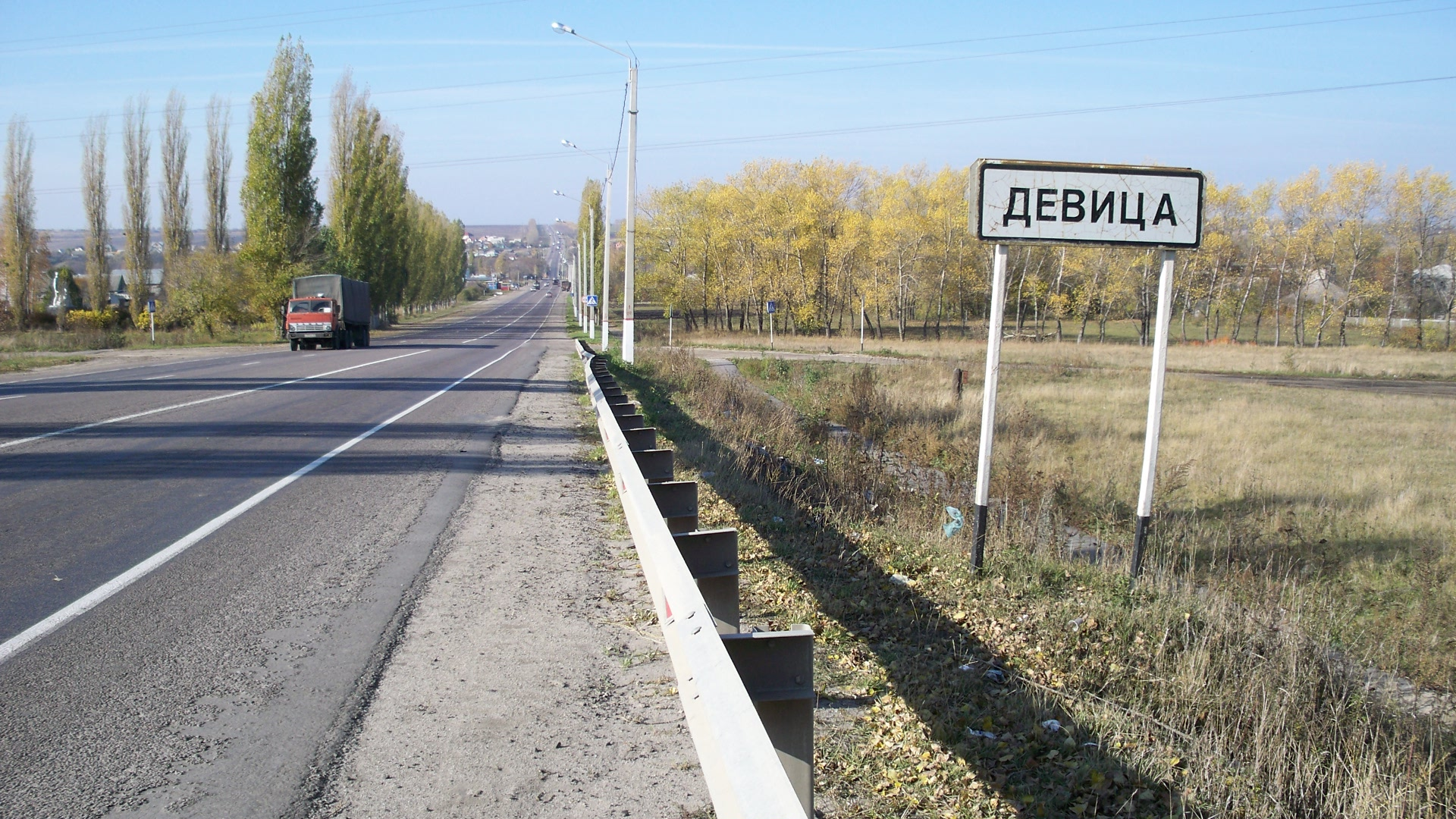
Вид на дорогу Р-298 при въезде в село Девица со стороны г. Воронежа

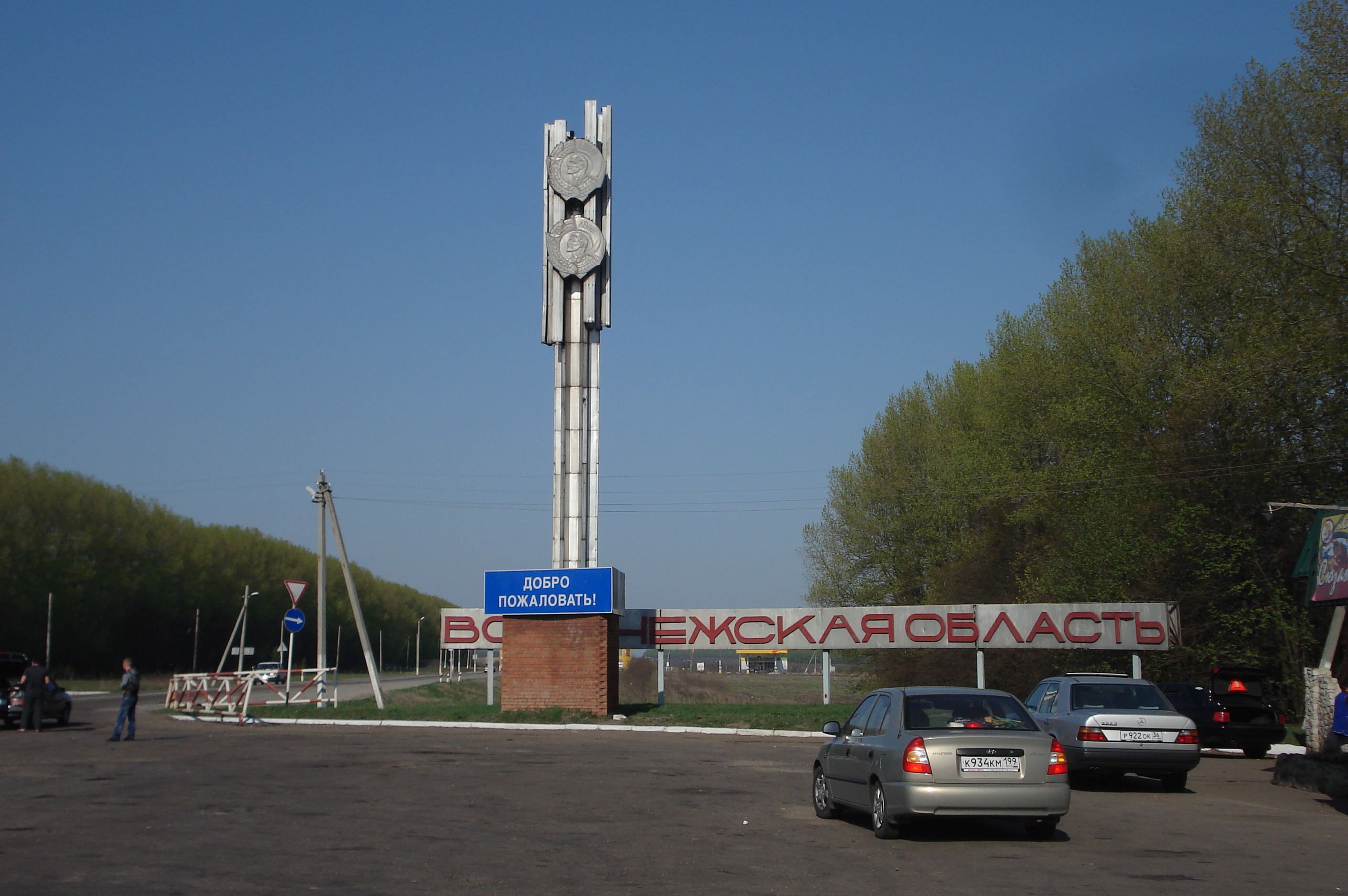
Въезд в Воронежскую область

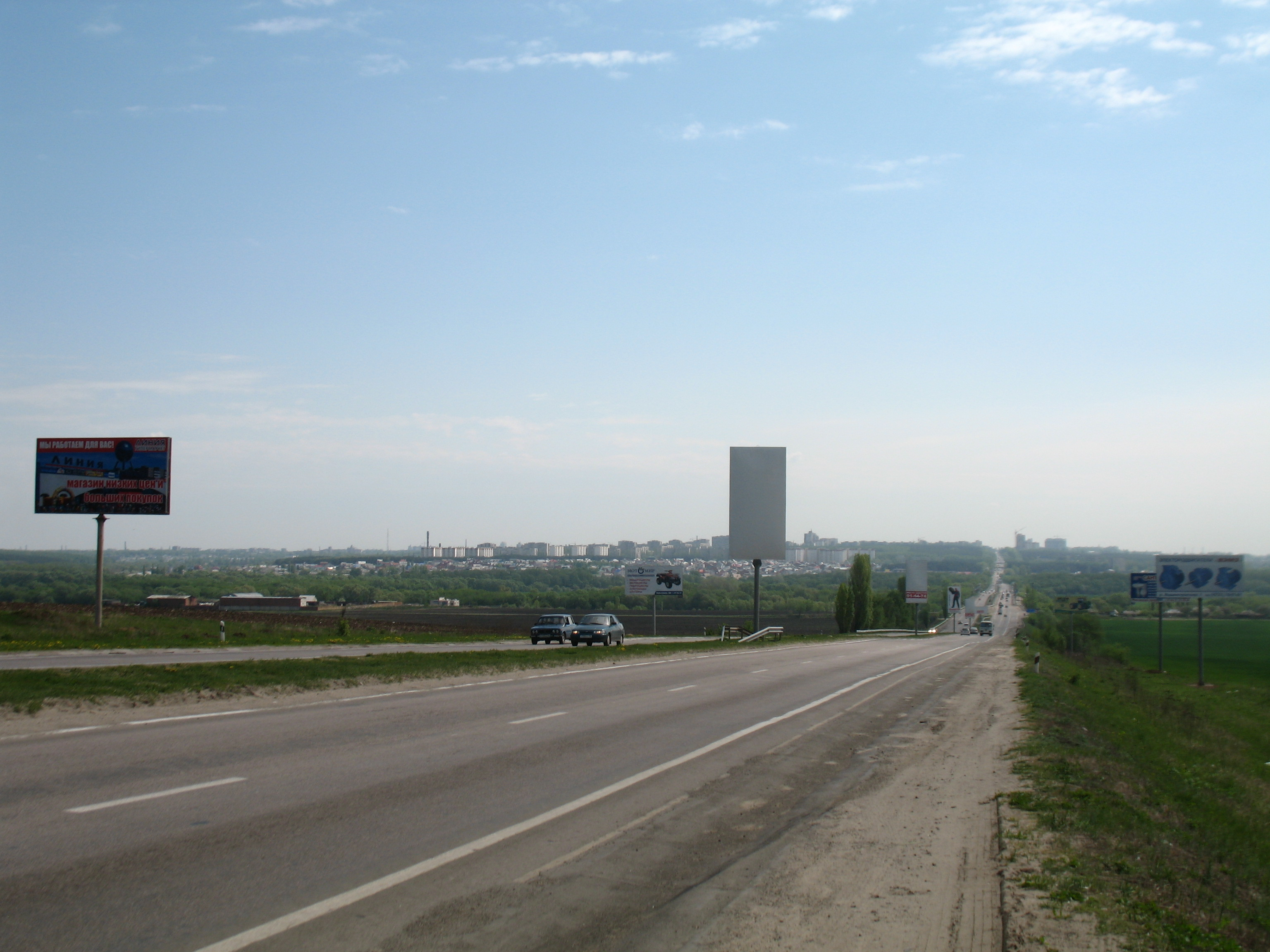
Въезд в Воронеж со стороны Курска — вид на Советский район

Берёт начало в черте города Курска, отсчёт участка обслуживаемого Росавтодором начинается с отметки 9,2 км, и заканчивается на отметке 218,5 км перед Воронежем. Поскольку дорога проходит через Воронеж и пересекает М-4, то следующий участок обслуживаемый Росавтодором начинается от отметки 262 км, и заканчивается на 444,2 км.
На маршруте ниже конструкции вида « на Солнцево » указывают на съезды ведущие к центрам субъектов РФ, Украины или к районным центрам областей РФ. Для железнодорожных направлений указываются ближайшие крупные железнодорожные станции. Границы населённых пунктов показаны со стороны Курска. В скобках от названия населённого пункта указывается то наименование, которое установили дорожники, они часто ошибаются. Если к населённому пункту ведет проселочная (грунтовая) дорога, то об этом есть отметка в скобках. Имеются отметки мест для остановки, как с эстакадами, так и без. Отмечены посты ДПС.
Съезды в поля, разного рода проселочные дороги, а также водопропускные трубы, пешеходные переходы и автобусные остановки не показаны. Ввиду объективных сложностей все варианты проезда к дорогам М4, А133, Р193 в черте города Воронежа не показаны.
| Курский район    |
| Щигровский район |

| Щигровский район  |
| Солнцевский район |

| Солнцевский район |
| Тимский район     |

| Тимский район   |
| Советский район |

| Советский район    |
| Горшеченский район |

| Курская область Горшеченский район      |
| Воронежская область Нижнедевицкий район |

| Нижнедевицкий район |
| Хохольский район    |

| Хохольский район  |
| Семилукский район |

| Семилукский район |
| Воронеж           |

| Воронеж             |
| Новоусманский район |

| Новоусманский район |
| Панинский район     |

| Панинский район |
| Аннинский район |

| Аннинский район    |
| Грибановский район |

## Состояние автодороги и инфраструктуры
На территории Курской области дорога имеет по 1 полосе в каждом направлении, на подавляющем большинстве подъёмов имеются полосы разгона. Дорога в населённых пунктах примыкающих к трассе и обозначенных значком «» освещается.
На территории Воронежской области от границы с Курской областью до Воронежа дорога имеет по 1 полосе в каждом направлении, на подавляющем большинстве подъёмов имеются полосы разгона. В населённых пунктах, примыкающих к трассе имеется освещение. В черте Воронежа дорога имеет освещение на всей протяженности, имеет, как правило, 2 полосы в каждом направлении, иногда три. От черты Воронежа дорога проходит по старой бесплатной трассе М4 через Новую Усмань и Рогачевку. После чего идет как Р298 до пересечения с Р22. На участке от Воронежа до Борисоглебска дорога имеет по 1 полосе в каждом направлении, меньше половины подъёмов имеет полосу разгона. Дорога в населённых пунктах освещается.
Покрытие на всём протяжении хорошего или отличного качества.
Полноценная инфраструктура в виде общепита, АЗС, гостиниц, автомастерских имеется в Курске, Горшечном, на границе Курской и Воронежской областей, в Верхнем Турове, Воронеже, Новой Усмани, Анне, Грибановском и Борисоглебске.
За период 2015—2019 гг были выполнены работы по обновлению дорожного полотна, укреплению обочин, созданию полос разгона, освещению в черте населённых пунктов и сложных участков, установке знаков предупреждающих о пешеходном переходе с подсветкой, обустройству автобусных карманов и остановочных комплексов. В Воронеже и его пригородах построены надземные переходы. Тем не менее, дороге требуется реконструкция в формате 2+2, с разделительной полосой и отбойником, развязками, освещением на всей протяженности. Связано это с ростом количества автомобилей, учащением заторов и аварий.
До конца лета 2020 года должны были выполнить реконструкцию на участке с 133 км по 144 км. Дорога станет четырёхполосной, появится освещение, повысится пропускная способность, скорость и безопасность.
На участке между с. Новомакарово и Листопадовка Воронежской области, часть трассы превращена в бетонную взлетно-посадочную полосу. 

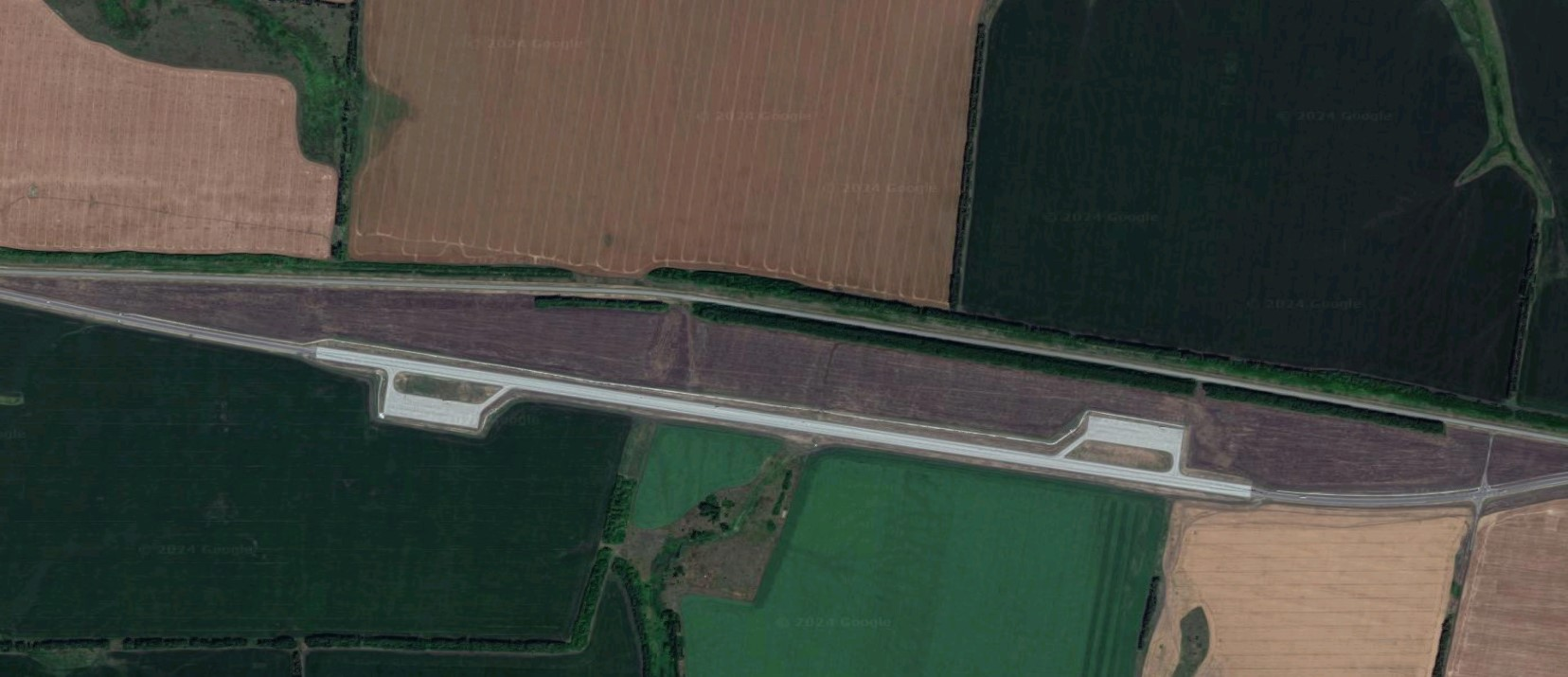

## Аварии, происшествия
В последнее время участились крупные аварии с гибелью людей из-за выезда на встречную полосу и/или неудачного обгона.
В дождь или во время оттепели в районе развязки на Землянск (183,1 км от Курска) есть риск потери управления с очень опасными последствиями.
Зимой при экстремальных погодных условиях (шквальный ветер, снегопад, скользкая дорога) машины могут сходить с трассы.